# Seelbach, Ortenau
Seelbach là một thị xã ở huyện Ortenau trong bang Baden-Württemberg nước Đức. Đô thị Seelbach, Ortenau có diện tích 29,9 km².